# Ritterkanton Oberrhein

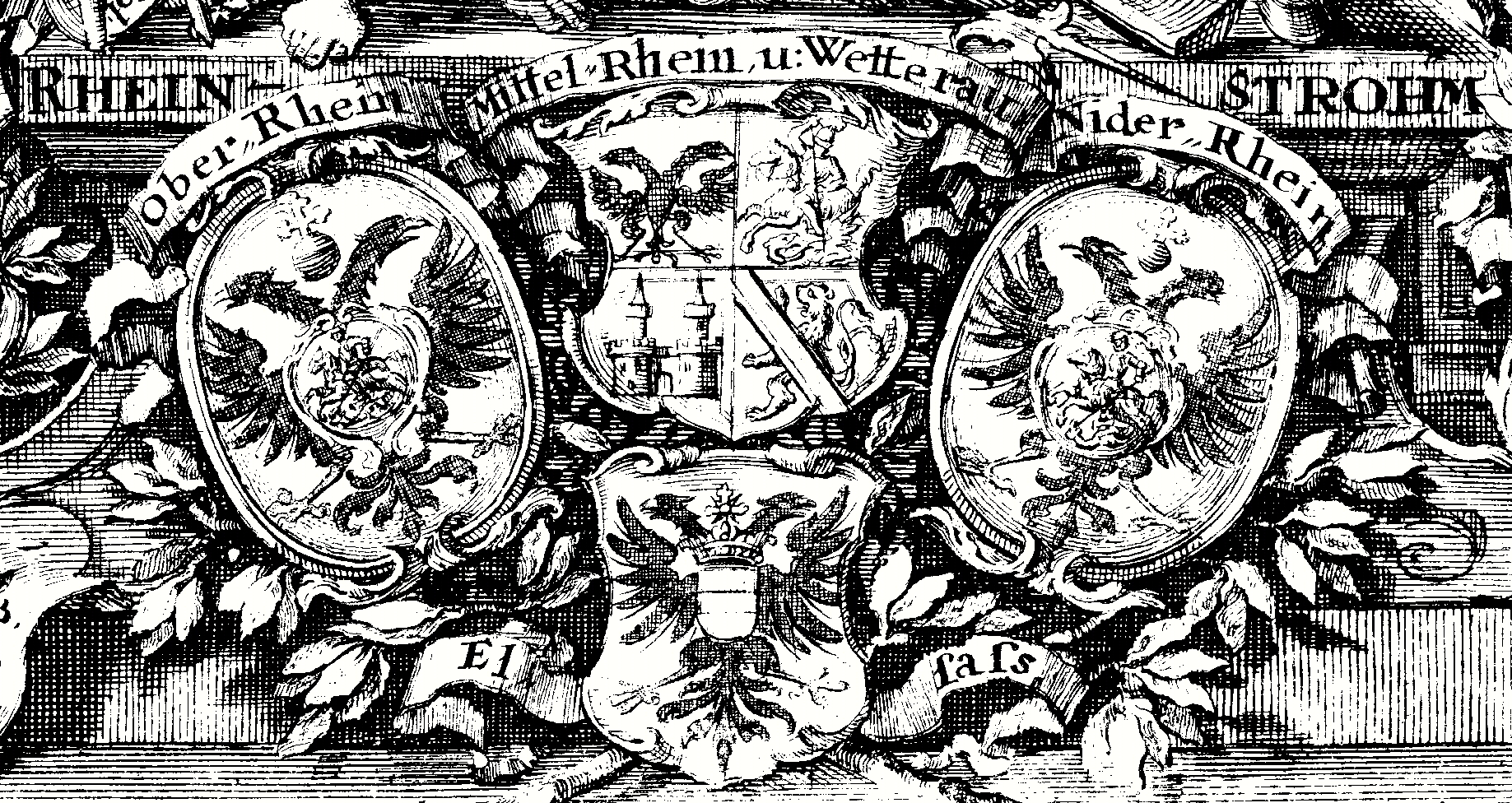
Symbolische Darstellung für die rheinischen Ritterkantone von 1721

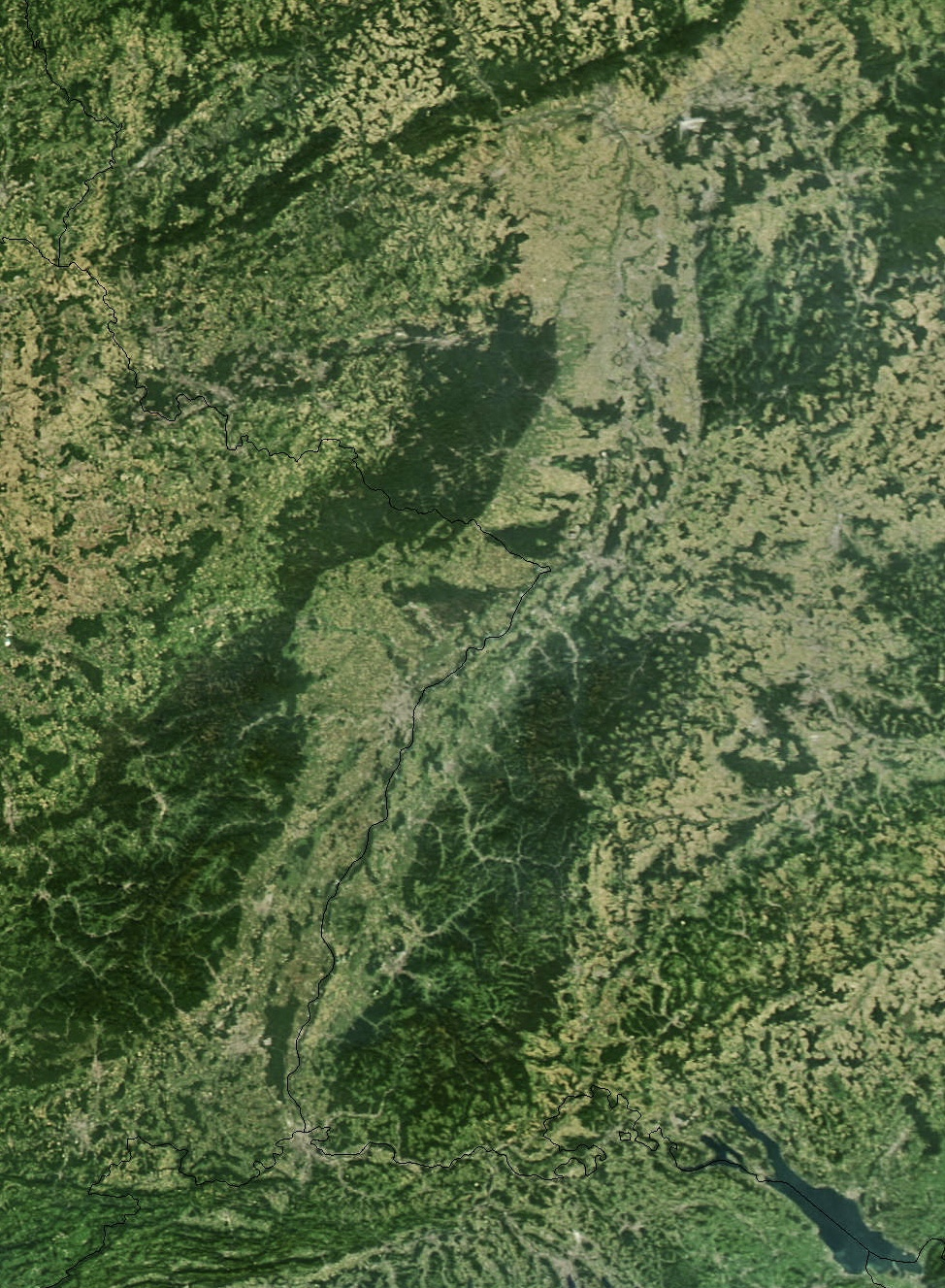
Satellitenaufnahme des Oberrheins

Der Ritterkanton Oberrhein war einer der drei Kantone der Reichsritterschaft am Rhein.

## Gliederung der Ritterkreise
Die freie Reichsritterschaft in Südwestdeutschland gliederte sich seit dem 16. Jahrhundert in einen rheinischen, fränkischen und schwäbischen Ritterkreis, der sich wiederum aus verschiedenen Kantonen zusammensetzte. Obwohl reichsunmittelbar hatten die Kooperationen keine Reichsstandschaft. Der Ritterkreis am Rheinstrom untergliederte sich in die „Orte“ oder „Kantone“ Oberrheinstrom, Mittelrheinstrom und Niederrheinstrom. Mit der geringsten Fläche und dem kleinsten Bevölkerungsanteil stellten die rheinischen Kantone das schwächste Element in der organisierten Reichsritterschaft dar.

## Organisation
Der Kanton hatte einen Ritterhauptmann. Die Funktion wurde wahrgenommen von:
- Friedrich IX. von Dalberg zu Kropsburg (* um 1530; † 1577)
- Dieter VII. (* um 1532; † 30. Mai 1585)[3]
- Wolfgang Friedrich I. von Dalberg (* 1565; † 1621), Sohn von Friedrich IX. von Dalberg
- Adolf Johann Karl von Bettendorff († 1706), Burggraf von Friedberg.[4]
- Franz Eckenbert II. (* 1674; † 1741) von 1714 bis 1741[5]
- Friedrich Anton Christoph von Dalberg zu Hessloch (* 1709; † 1775)[6] von 1741 bis 1775
- Friedrich Franz Karl Eckbrecht Benedikt von Dalberg (* 1751; † 1811) von 1788 bis 1797/1801.[7]

## Adelsfamilien im Kanton Oberrhein
Dem Ritterkanton Oberrhein gehörten unter anderem folgende Familien an:
- Bettendorff
- Botzheim
- Dalberg[8]
- Eltz
- Wambolt von Umstadt: Partenheim und Weitersweiler
- Ganerbschaften Bechtolsheim, Mommenheim, Niedersaulheim (u. a. Hund von Saulheim) und Schornsheim
- Oberndorff